# Lomtjärnen (Njurunda socken, Medelpad, 690464-157794)
Lomtjärnen är en sjö i Sundsvalls kommun i Medelpad och ingår i Ljungans huvudavrinningsområde.